# Martwy link
Martwy link (ang. dead link) – odnośnik, który nie prowadzi do żadnej strony.

## Opis
Niedziałanie łączy internetowych może być spowodowane różnymi czynnikami. Przykłady:
- popełnienie przez użytkownika literówki w adresie
- zmiana dotychczasowej struktury plików (przeniesienia zasobu w inne miejsce)
- całkowite usunięcie wskazywanego zasobu[1].

Po kliknięciu w taki link pojawia się błąd numeryczny 404 (w przypadku gdy przeglądarka jest w stanie komunikować się z serwerem, ale nie może znaleźć żądanego pliku) lub informacja o nieodnalezieniu serwera (w przypadku niepoprawnej nazwy domeny lub adresu IP).